# Erneuerbare Energie Österreich
Der Dachverband Erneuerbare Energie Österreich, abgekürzt EEÖ, ist eine Interessensvertretung der Spartenverbände für erneuerbare Energie in Österreich. EEÖ setzt sich für die Anliegen aller erneuerbaren Energieträger ein (Solarenergie und Photovoltaik, über feste (Holz), flüssige (Biodiesel, Bioethanol) und gasförmige (Biogas) Biomasse sowie Windenergie und Wasserkraft).

## Ziele und Aufgaben
Der Verband  setzt sich für den Umstieg auf 100 % erneuerbare Energien ein. Oberstes Ziel des Verbandes ist es, in den Bereichen Wärme, Strom und Mobilität mittelfristig die Energiewende umzusetzen. Durch Publikationen, Öffentlichkeitsarbeit und Lobbyismus wirkt der Verband in dieser Hinsicht.
Zudem versteht sich der Verband als Informations- und Beratungsstelle für alle Fragen rund um Energiepolitik und Umweltpolitik und nimmt am Meinungsbildungsprozess teil. Vor allem die Förderung erneuerbarer Energieträger soll nach Ansicht des Verbandes zur Stärkung einer krisensicheren Energieversorgung beitragen.
Der Verband entwickelt in Arbeitsgruppen konkrete Vorschläge und Maßnahmen in den Bereichen Wärme, Strom und Mobilität. Das 2011 beschlossene Klimaschutzgesetz sieht einen Klimaschutzbeirat vor, dem der Verband EEÖ als Mitglied angehört. Der Verband arbeitet in den Arbeitsgruppen aktiv an der Weiterentwicklung und Umsetzung der Österreichischen Energiestrategie mit.

## Geschichte und Mitglieder
Der Verband wurde im Februar 2011 gegründet. Die Gründungsmitglieder sind: Kompost & Biogas Verband (zuvor: ARGE Kompost und Biogas), Austria Solar, IG Windkraft, Kleinwasserkraft Österreich,  Österreichischer Biomasse-Verband, Oesterreichs Energie, Photovoltaic Austria und proPellets Austria. Seit der Gründung kamen die IG Holzkraft sowie der Verein Geothermie Österreich hinzu. Somit ist der Verband der Zusammenschluss von zehn Branchenvertretungen im Bereich nachhaltiger Energien. Neun der Mitglieder sind auch Vorstandsmitglieder bei Erneuerbare Energie Österreich.
Der Verband war an der Vorbereitung des österreichischen Ökostromgesetzes beteiligt, welches im Juli 2011 vom Österreichischen Nationalrat verabschiedet wurde und arbeitete auch intensiv zum Erneuerbaren-Ausbau-Gesetz.

## Präsidenten
- 2011–2015 Josef Plank[3]
- 2015–2020 Peter Püspök[4]
- seit 2020 Christoph Wagner[5]

## Geschäftsführung
- 2011–2013 Alexander Karner[6]
- 2013–2016 Jurrien Westerhof[7][8]
- 2016/2017–2018 Peter Molnar und Erwin Mayer[9]
- 2018–2019 Florian Maringer[10]
- seit 2020 Martina Prechtl-Grundnig[11][12]